# Navarit
Navarit är klippor i Finland.   De ligger i landskapet Kymmenedalen, i den södra delen av landet, 120 km öster om huvudstaden Helsingfors.
Terrängen runt Navarit är mycket platt.